# Daniel Pacho
Daniel Pacho (ur. 29 marca 1974 we Frankfurcie nad Menem) – niemiecki duchowny rzymskokatolicki, dyplomata watykański.

## Życiorys
25 czerwca 2000 otrzymał święcenia kapłańskie i został inkardynowany do diecezji Fuldy. Otrzymał przygotowanie do służby dyplomatycznej na Papieskiej Akademii Kościelnej.
W 2011 rozpoczął służbę w dyplomacji watykańskiej pracując kolejno jako sekretarz nuncjatur: w Beninie (2011–2014) i w Tanzanii (2014–2017). W 2017 został pracownikiem Sekcji ds. Relacji z Państwami w Sekretariacie Stanu Stolicy Apostolskiej. 10 stycznia 2023 został mianowany przez papieża Franciszka podsekretarzem w Sekcji ds. Relacji z Państwami.